# Artaphernes
Artaphernes (auch Artaphrenes; medisch: Rtafarnah; † nach 486/85 v. Chr.) war ein persischer Statthalter des Achämenidenreichs im 6. und 5. vorchristlichen Jahrhundert. Als Sohn des Hystaspes und jüngerer Bruder des Großkönigs Dareios I. war er selbst ein Angehöriger der Achämenidendynastie. Er hatte einen gleichnamigen Sohn.

## Leben

Karte zum ionischen Aufstand

Artaphernes wurde von seinem Bruder kurz nach dem Skythen-Zug um das Jahr 513 v. Chr. zum Satrapen der asiatischen Ägäis-Küste und angrenzender Teile Kleinasiens mit der Residenz Sardis ernannt. Bald nach der Vertreibung des Tyrannen Hippias aus Athen und der Einsetzung des Kleisthenes kamen athenische Gesandte 506 v. Chr. zu Artaphernes, um diesen um Hilfe gegen Sparta zu bitten. Für eine solche Unterstützung fordere Artaphernes, dem persischen König Erde und Wasser zu geben, was die übliche Geste der Anerkennung der persischen Oberhoheit war. Die Delegierten stimmten zwar auf eigene Verantwortung zu, doch wurde ihre Konzession nach ihrer Rückkehr von Athen zurückgewiesen. Als der gestürzte Tyrann Hippias in Kleinasien erschien, bearbeitete er Artaphernes, ihm wieder zu seiner früheren Machtstellung zu verhelfen. Die Athener erfuhren davon und schickten eine weitere Gesandtschaft nach Sardis, um den Satrapen von einem Eingreifen zugunsten des Hippias abzubringen. Artaphernes forderte aber unter Strafandrohungen, dass Hippias wieder in Athen aufgenommen werde. Der attische Demos weigerte sich allerdings, dieser Forderung nachzukommen und bekannte sich zu seiner perserfeindlichen Haltung.
Im Jahr 500/499 v. Chr. wurde Artaphernes von Aristagoras, dem Tyrannen von Milet, zu einem Angriff auf Naxos gedrängt, um die zuvor vom dortigen Demos vertriebenen Oligarchen zurückzuführen. Artaphernes sah darin eine Möglichkeit, die Kykladen unter persische Oberherrschaft zu bringen. Nachdem er für dieses Unternehmen die Einwilligung des Dareios I. erhalten hatte, rüstete er eine Flotte von 200 Triremen aus, zu deren Befehlshaber er seinen Vetter Megabates ernannte. Trotz einer viermonatigen Belagerung gelang es den Persern allerdings nicht, Naxos einzunehmen, vor allem weil sich Megabates und Aristagoras untereinander zerstritten hatten.
Aufgrund dieses Fehlschlags befürchtete Aristagoras eine Bestrafung von Seiten des Großkönigs. Um dieser zuvorzukommen und angeblich aufgereizt durch eine Botschaft seines Schwiegervaters Histiaios, der damals von Dareios in Susa festgehalten wurde, fiel Aristagoras 499 v. Chr. von Persien ab und organisierte den Ionischen Aufstand. Die Ionier eroberten 498 v. Chr. Sardis, doch Artaphernes konnte sich mit starken Truppen in der Stadtburg verschanzen und diese erfolgreich gegen die Empörer verteidigen. Sardis selbst wurde von den Insurgenten verbrannt, die indessen aus Furcht vor dem Anmarsch persischer Truppen bald wieder abzogen. Bei ihrer Gegenoffensive siegten die Perser bei Ephesos über die zurückweichenden Ionier. 497 v. Chr. wurden Artaphernes und Otanes beauftragt, den Aufstand in Ionien und Äolien niederzuwerfen. Den beiden Feldherren gelang die Einnahme von Klazomenai und Kyme. Dadurch sah sich Aristagoras zur Flucht aus Milet nach Thrakien genötigt.
Histaios verstand es inzwischen, den Argwohn des persischen Großkönigs, dass er den Ionischen Aufstand mitveranlasst habe, zu zerstreuen und erreichte sogar, dass Dareios ihn um 496 v. Chr. zur Bekämpfung der Insurgenten nach Ionien sandte. Artaphernes aber misstraute Histaios und machte ihn bei einer Zusammenkunft in Sardis mitverantwortlich für den Ionischen Aufstand, da Histaios den Schuh genäht hätte, den Aristagoras angezogen habe. Histiaios floh deshalb nach Chios, blieb mit einigen in Sardis wohnenden, Artaphernes feindlich gesinnten Persern mittels Korrespondenz in Kontakt und suchte diese zur Revolte anzustacheln. Histaios’ Briefe wurden aber stattdessen Artaphernes zur Kenntnis gebracht, der die Verräter hinrichten ließ. 493 v. Chr. geriet Histaios in die Gefangenschaft des persischen Feldherrn Harpagos, der ihn nach Sardis brachte. Artaphernes ließ Histaios umgehend kreuzigen, um zu verhindern, dass er bei Dareios I. erneut Gnade finden würde, und sein Haupt dem Großkönig überbringen. Dareios soll die Hinrichtung des Histaios aber missbilligt haben.
Nach dem Ende des Ionischen Aufstandes berief Artaphernes 493 v. Chr. einen Kongress von Vertretern aller ionischen Städte in Sardis ein. Er zwang sie, Verträge miteinander zu schließen, die Prozesse zwischen Angehörigen verschiedener Städte regelten, vermaß ihre Gebiete und legte die Tribute neu auf, aber ungefähr in derselben Höhe, wie die Städte vor dem Aufstand hatten bezahlen müssen. Das von Artaphernes festgesetzte Ausmaß der Tribute galt noch zur Zeit des Geschichtsschreibers Herodot. Hekataios von Milet soll Artaphernes als Gesandter der Ionier bestimmt haben, sich mit mäßigen Tributen zu begnügen und den Städten ihre eigenen Gesetze zu lassen. Artaphernes lebte noch im Jahr 486/85 v. Chr., als er die Nachfolge des Xerxes I. gegen den Thronanspruch des Ariamenes unterstützte.